# Richard Herrmann
Richard Herrmann (ur. 28 stycznia 1923 w Katowicach, zm. 27 lipca 1962 we Frankfurcie nad Menem) – niemiecki piłkarz, pomocnik i lewoskrzydłowy. Mistrz świata z roku 1954.

## Życiorys

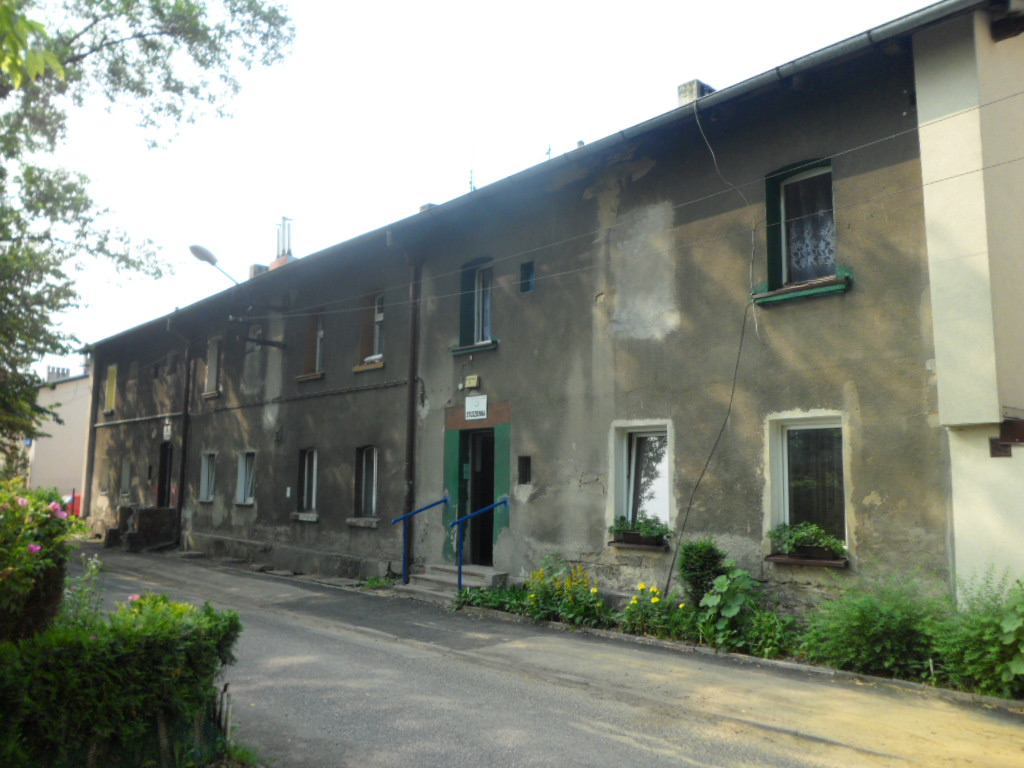
Dom rodzinny Ryszarda Hermana (Richard Herrmann) przy ul. Studzienna 6 w Katowicach-Dębie.

Herrmann dorastał na Górnym Śląsku, po polskiej stronie granicy. Treningi rozpoczął w katowickim Dębie (gdzie grał już jego starszy brat Antoni), w 1934 roku został piłkarzem 1. FC Kattowitz. W czasie wojennym był także zawodnikiem Kickers Offenbach. Jako żołnierz Wehrmachtu trafił do alianckiej niewoli.
W 1947 został piłkarzem FSV Frankfurt. Do 1960 zagrał w tym klubie 320 spotkań i strzelił 100 goli. Uchodzi za najwybitniejszego piłkarza FSV w historii. Po zakończeniu aktywnej kariery został trenerem FSV 02 Seckbach.
W reprezentacji Niemiec debiutował 22 listopada 1950 w meczu ze Szwajcarią. Do 1954 rozegrał w kadrze 8 spotkań i strzelił 1 bramkę. Ostatnim jego spotkaniem był przegrany 3:8 mecz grupowy z Węgrami. Był to jego jedyny występ na MŚ 54 (strzelił jedną z trzech bramek dla Niemiec), ale dał mu tytuł mistrza świata.
Zmarł na marskość wątroby. Spoczywa na cmentarzu w dzielnicy Frankfurtu - Bornheim.
Żonaty z Lilo, miał dwóch synów, także piłkarzy FSV Frankfurt. Jego bratanek, Edward Herman, był ligowcem w barwach Ruchu Chorzów.
W 2010 roku plac przed stadionem PSD Bank Arena został nazwany jego imieniem.